# Policja obyczajowa
Policja obyczajowa (potocznie obyczajówka, ang. Vice unit albo vice squad) – jednostka, wydział wielu sił policyjnych, zajmujący się walką z przestępczością związaną z narkotykami, alkoholem (włączając sprzedaż nieletnim), prostytucją i hazardem.
W Arabii Saudyjskiej i Afganistanie nosi nazwę „Komitet Krzewienia Cnót i Zapobiegania Złu” i zajmuje się kontrolą zgodności zachowań obywateli z szariatem.